# Redeskini
Redeskini je priimek več znanih Slovencev:
- Ambrož Redeskini (1746—1810), redovnik in filozof
- Maksimilijan Redeskini (1740—1814), rimskokatoliški duhovnik, nabožni pisatelj, prevajalec in glasbenik